# Maciej Bielecki
Maciej Bielecki (* 19. Mai 1987 in Białystok) ist ein polnischer Bahnradsportler.

## Sportliche Laufbahn
2007 wurde Maciej Bielecki in Cottbus Vize-Europameister (U23) im Teamsprint, mit Tomasz Schmidt und Kamil Kuczyński. 2008 belegte er bei den Nachwuchs-Europameisterschaften vor heimischem Publikum in Pruszków im Teamsprint Rang drei, mit Adrian Tekliński und Krzysztof Szymanek. Im selben Jahr startete er bei den Olympischen Spielen in Peking im Sprint und wurde 13. Bei den Bahnradsport-Weltmeisterschaften 2009, wiederum in Pruszków wurde er mit Kamil Kuczynski und Łukasz Kwiatkowski Fünfter im Teamsprint, bei der Bahn-WM im Jahr darauf Neunter, mit Kuczynski und Damian Zieliński.
Bei den Bahnradsport-Europameisterschaften 2011 in Apeldoorn errang Bielecki gemeinsam mit Kuczynski und Zielinski die Bronzemedaille im Teamsprint, nachdem das Trio schon bei der Bahn-EM der Elite Rang vier belegt hatte. 2012 startete er bei den Olympischen Spielen in London mit Kuczynski und Zielinski im Teamsprint; das Trio belegte den zehnten und letzten Platz. Ende 2013 unterbrach er seine Radsportlaufbahn, nachdem er mit Kuczynski und Zielinski polnischer Meister im Teamsprint geworden war.
2016 feierte Maciej Bielecki sein Comeback bei den Bahn-Europameisterschaften und wurde gemeinsam mit Kamil Kuczyński und Mateusz Rudyk Europameister im Teamsprint.

## Erfolge
2007
- Europameisterschaft (U23) – Teamsprint (mit Kamil Kuczyński und Tomasz Schmidt)

2008
- Europameisterschaft (U23) – Teamsprint (mit Krzysztof Szymanek und Adrian Tekliński)

2011
- Europameisterschaft – Teamsprint (mit Kamil Kuczyński und Damian Zieliński)

2012
- Europameisterschaft – Teamsprint (mit Krzysztof Maksel und Kamil Kuczyński)

2013
- Polnischer Meister – Teamsprint  (mit Kamil Kuczyński und Damian Zieliński)

2016
- Europameister – Teamsprint (mit Kamil Kuczyński, Mateusz Lipa und Mateusz Rudyk)

2017
- Polnischer Meister – Teamsprint (mit Mateusz Miłek und Damian Zieliński)

2021
- Europameisterschaft – Teamsprint (mit Patryk Rajkowski, Mateusz Rudyk und Daniel Rochna)

2024
- Bahn-Europameisterschaften – Teamsprint (mit Daniel Rochna, Mateusz Rudyk und Rafał Sarnecki)